# محمد جميل ولد منصور
محمد جميل ولد منصور (من مواليد 31 ديسمبر 1967) قيادي إسلامي بارز من موريتانيا وهو نائب سابق في البرلمان الموريتاني والرئيس السابق لحزب التجمع الوطني للإصلاح والتنمية "تواصل".، يرأس حاليا حزب : جبهة المواطنة والعدالة (جمع).

## المولد والنشاة
ولد في نواكشوط سنة 1967 وحصل فيها على الشهادة الابتدائية والاعدادية والثانوية والجامعية قبل أن يحصل على شهادة الدراسات المعمقة من جامعة الملك محمد الخامس ويحضر الآن للدكتوراه في الفقه الإسلامي المقارن برسالة بعنوان (الديمقراطية والشورى: الاتفاق والاختلاف)

## التوجه الفكري
يعد ولد منصور أحد رموز التيار الإسلامي بموريتانيا، ويعرف عنه انتماؤه للمدرسة الفكرية الوسطية في الساحة الإسلامية القريبة من فكر ورؤى حركة الإخوان المسلمين.
ويشكل في توجهاته أحد نماذج جيل الشباب الإسلامي بموريتانيا الذين يحكم فكرَهم التمسك بالإسلام عقيدة ومنهج حياة، وقراءة التراث الفقهي في ضوء الواقع والمصلحة العامة للأمة، بعيدا عن أي تطرف أو إقصاء أو ادعاء امتلاك الحقيقة والصواب.
وبحكم قراءاته الفكرية تميزت رؤاه بالانفتاح، واعتبره كثيرون أقرب إلى مدرسة راشد الغنوشي، كما تميز بالمرونة في المجال السياسي، وظل يتصرف انطلاقا من قاعدة حسن البنا الشهيرة: «نتعاون فيما اتفقنا عليه ويعذر بعضنا بعضا فيما اختلفنا فيه».

## الحياة السياسية
- بدأ نشاطه السياسي والنقابي مبكرا من خلال النوادي والاتحادات الطلابية في ثمانينيات القرن العشرين الميلادي أيام الحكم العسكري، حيث كانت تلك النوادي هي النافذة المتاحة وقتها للممارسة السياسية.
- نشط مع شباب الحركة الإسلامية في موريتانيا من خلال بعض الواجهات الثقافية في الساحة، وأثمر هذا النشاط تأسيس بعض التنظيمات ذات الطابع الحركي، لكن أجهزة الأمن في عهد الرئيس معاوية ولد سيد أحمد الطايع ظلت تترصد هذا النشاط، فمنعت تأسيس أي إطار تنظيمي علني للتيار الإسلامي.
- واستمر ذلك الحظر حتى بعد إعلان التعددية السياسية بموريتانيا سنة 1991، فمنع الترخيص لحزب الأمة الذي كان ولد منصور أحد الناشطين في تأسيسه، فانخرط مع قيادات من الحزب في حزب المعارضة الرئيسي آنذاك اتحاد القوى الديمقراطية (عهد جديد) بزعامة أحمد ولد داداه.
- تمسك بالنهج المعارض وترشح في الانتخابات المحلية سنة 2001 ففاز بأكبر بلديات العاصمة، رغم ما بذلته الدولة وأجهزتها من جهود لمنع نجاحه، وتمسكت الأجهزة الحكومية بموقفها منه، وعزلته من البلدية سنة 2003 بقرار إداري من سلطة الوصاية (وزارة الداخلية).
- لاحقته أجهزة الأمن في أكثر من مناسبة، فاعتقلته سنة 1994، ضمن حملة اعتقالات واسعة في صفوف التيار الإسلامي، ثم في سنة 2003 في أوج مواجهة الإسلاميين لنظام الرئيس ولد الطايع على خلفية علاقاته مع إسرائيل. وإثر موجة الاعتقالات والسجن التي طالته سنة 2003 مع رموز وعلماء من التيار الإسلامي، حصل على اللجوء السياسي في بلجيكا، لكنه عاد سنة 2004 مفضلا المواجهة في الداخل، وفقا لما صرح به عند عوته. وحين عاد اعتقلته الشرطة وأبقته رهن الاعتقال فترة قصيرة ثم أخلت سبيله فعاد للمعترك السياسي، وعمل مع شخصيات مستقلة على تأسيس حزب الملتقى الديمقراطي (حمد)، لكن الداخلية رفضت الترخيص للحزب بسبب وجود إسلاميين فيه.
- وبعد الإطاحة بنظام ولد الطايع سنة 2005، أسس ولد منصور ما عرف بـ«مبادرة الإصلاحيين الوسطيين» ليمارس هو وزملاؤه السياسة تحت اسمها، بعد أن رفض العسكريون الذين أطاحوا بولد الطايع السماح لهم بتأسيس حزب سياسي. وتحت رايتها ترشح للانتخابات البرلمانية فنجح هو وستة من زملائه في دخول البرلمان لأول مرة، ثم دعم صالح ولد حننا في الانتخابات الرئاسية التي أجريت سنة 2007، والتحقا معا بالمرشح أحمد ولد داداه الذي تأهل للشوط الثاني في مواجهة سيد محمد ولد الشيخ عبد الله.
- وبعد فوز الأخير بالرئاسة سمح للإسلاميين بتأسيس حزبهم السياسي التجمع الوطني للإصلاح والتنمية (تواصل) الذي انتخب ولد منصور رئيسا له، وانتظم في قوى المعارضة داخل البرلمان قبل أن يصبح (الحزب) جزءا من الحكومة الموسعة التي شكلها ولد الشيخ عبد الله منتصف 2008.
- لكن العسكريين لم يلبثوا أن أطاحوا بولد الشيخ عبد الله، فواجهت الأحزاب الداعمة له الانقلابيين من خلال «الجبهة الوطنية للتغيير» وبعد مفاوضات برعاية إقليمية ودولية، أجريت انتخابات رئاسية فترشح جميل للرئاسة سنة 2009.
- وبعد خسارة الانتخابات انخرط حزب التجمع في تنسيقية المعارضة الديمقراطية التي ظلت تطالب بابتعاد الجيش عن السلطة ورحيل ولد عبد العزيز.
- في نهاية سنة 2012 انتخب ولد منصور رئيسا لحزب تواصل للمرة الثانية والأخيرة في أعقاب المؤتمر الثاني لحزب التجمع الوطني للإصلاح والتنمية.
- وفي نوفمبر/تشرين الثاني 2013 دخل الحزب الانتخابات البرلمانية والمحلية فحل في المرتبة الثانية ليصبح القوة الأولى في المعارضة، لكن رئيسه رفض الترشح معتبرا أنه من غير اللائق أن يجمع رئاسة الحزب وعضوية البرلمان في الوقت الذي يوجد أعضاء حزبيون يمكنهم القيام بالوظيفة البرلمانية.

## في المعتقل
- دخل السجن عدة مرات بتهم مختلفة كان أولها عام 1994.
- كان آخر مرة يعتقل فيها صحبة القياديين الإسلاميين الشيخ العلامة محمد الحسن ولد الددو والسفير السابق المختار ولد محمد موسى وكان ذلك في السنوات 2003 و2004 و2005م

## وصلات خارجية
- (إخوان أون لاين) يحاور رئيس حزب «تواصل» الموريتاني، إخوان أون لاين، 31 يوليو 2008
- محمد جميل ولد منصور، الجزيرة نت، 14 يوليو 2009